# 도고마쓰자키정
도고마쓰자키정(東郷松崎町)은 돗토리현 중부, 도하쿠군에 속했던 정이다.

## 역사
- 1931년 8월 - 도고촌, 마쓰자키촌, 하나미촌, 도나리촌이 합병해 도고마쓰자키정이 성립하였다.
- 1954년 4월 1일 - 하나미촌, 도나리촌과 합병해 도고정이 성립하여, 동일 도고마쓰자키정은 폐지되었다.

## 교통
- 산인 본선

## 참고문헌
- 東郷町誌
- 羽合町史後編
- 鳥取県史近代第一巻総説篇
- 角川日本地名大辞典31 鳥取県